# Stephen Walsh (politiker)

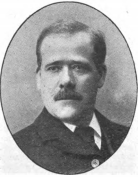
Stephen Walsh.

Stephen Walsh, född den 26 augusti 1859 i Liverpool, död den 16 mars 1929, var en engelsk politiker.
Walsh tog framträdande del i fackföreningsrörelsen, blev 1906 underhusledamot och tillhörde arbetarpartiet. Under första världskriget blev han 1917 parlamentssekreterare i ministeriet för civil värnplikt ("national service") och var 1917–1919 parlamentssekreterare i Local Government Board. Åren 1921–1923 var han vice ordförande i underhusets arbetarparti. I Macdonalds ministär (januari–november 1924) var Walsh krigsminister och 1924 blev han medlem av Privy Council. Walsh gjorde sig i underhuset känd som en livlig och temperamentsfull debattör.